# Rina Mitsuhashi
Rina Mitsuhashi, geb. Suzuki (jap. 鈴木 李奈, Suzuki Rina; * 2. April 1990 in Bihoro, Hokkaidō) ist eine japanische Biathletin.

## Karriere
Zur Saison 2011/12 gab Rina Suzuki ihr internationales Debüt im IBU-Cup und wurde 86. eines Sprints in Östersund. 2012 gewann sie als 16. bei einem Sprint in Beitostølen erstmals Punkte in der zweithöchsten internationalen Rennserie. Es ist zugleich ihr bislang bestes Resultat in der Rennserie. Früh in der Saison 2013/14 gab sie in Hochfilzen ihr Debüt im Weltcup und wurde mit Fuyuko Suzuki, Miki Kobayashi und Yuki Nakajima 21. mit der Staffel. Ihre besten Platzierungen erreichte die Japanerin bei ihrem bislang größten internationalen Höhepunkt, den Olympischen Winterspielen 2014 in Sotschi, wo sie 80. des Sprints und mit Fuyuko Suzuki, Yuki Nakajima und Miki Kobayashi in der Staffel 13. wurde. Das Einzel beendete sie nicht.

## Statistiken

### Weltcupplatzierungen
Die Tabelle zeigt alle Platzierungen (je nach Austragungsjahr einschließlich Olympische Spiele und Weltmeisterschaften).
- 1.–3. Platz: Anzahl der Podiumsplatzierungen
- Top 10: Anzahl der Platzierungen unter den ersten zehn (einschließlich Podium)
- Punkteränge: Anzahl der Platzierungen innerhalb der Punkteränge (einschließlich Podium und Top 10)
- Starts: Anzahl gelaufener Rennen in der jeweiligen Disziplin
- Staffel: inklusive Mixed- und Single-Mixed-Staffeln

| Platzierung         | Einzel | Sprint | Verfolgung | Massenstart | Staffel | Gesamt |
| ------------------- | ------ | ------ | ---------- | ----------- | ------- | ------ |
| 1. Platz            |        |        |            |             |         |        |
| 2. Platz            |        |        |            |             |         |        |
| 3. Platz            |        |        |            |             |         |        |
| Top 10              |        |        |            |             | 1       | 1      |
| Punkteränge         |        |        |            |             | 16      | 16     |
| Starts              | 6      | 16     |            |             | 16      | 38     |
| Stand: Karriereende |        |        |            |             |         |        |

### Olympische Winterspiele
Ergebnisse bei Olympischen Winterspielen:
|                                             | Einzelwettbewerbe | Einzelwettbewerbe | Einzelwettbewerbe | Einzelwettbewerbe | Staffelwettbewerbe | Staffelwettbewerbe |
| Sprint                                      | Verfolgung        | Einzel            | Massenstart       | Damenstaffel      | Mixedstaffel       |                    |
| ------------------------------------------- | ----------------- | ----------------- | ----------------- | ----------------- | ------------------ | ------------------ |
| Olympische Winterspiele 2014 \| Sotschi     | 80.               | –                 | DNF               | –                 | 13.                | –                  |
| Olympische Winterspiele 2018 \| Pyeongchang | 85.               | –                 | –                 | –                 | 17.                | –                  |